# Švanda dudák (časopis)
Švanda dudák byl český humoristický časopis, který vycházel v letech 1882–1930.

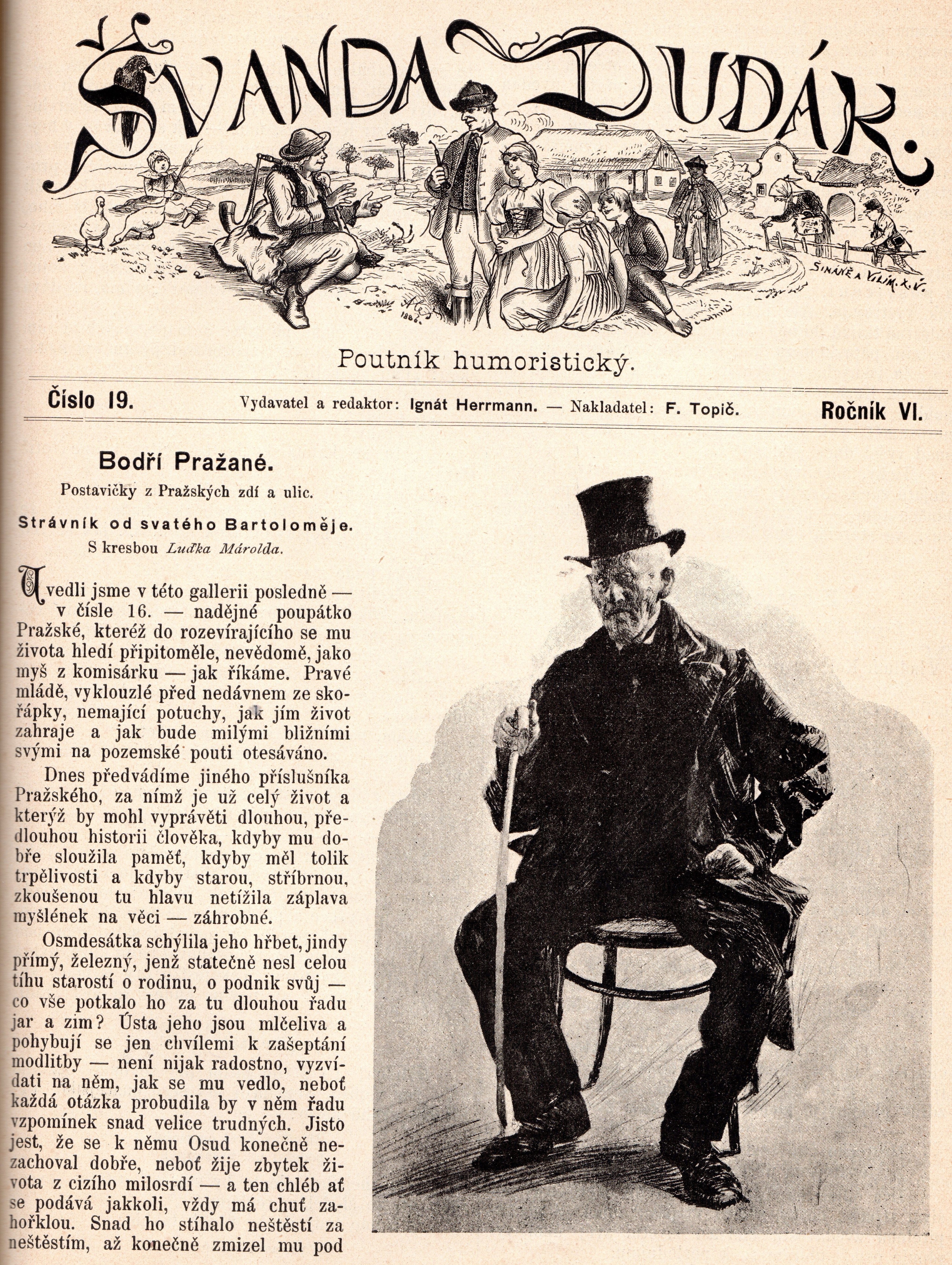
Švanda dudák, 1887, il. Luděk Marold

## Charakteristika časopisu
Humoristický časopis Švanda dudák založil Ignát Herrmann jako reakci na to, že měl potíže při publikování svých humoristických prací (údajně pro nevhodnost některých výrazů). Literární charakter nového časopisu byl zdůrazněn rozsáhlými prózami, zveřejňovanými v počátečním období bez ilustrací. Postupně se jeho obsah stával pestřejší, byly zveřejňovány kratší literární útvary včetně veršovaných.
Časopis vycházel v letech 1882–1914 a 1924–1930. Přerušení bylo zaviněno první světovou válkou. Periodicita Švandy dudáka se měnila, vycházel 2x měsíčně, 1x měsíčně i 1x týdně. Od roku 1886 získal inzertní přílohu Švandovy dudy. V období 1866–1888 a znovu od roku 1900 vycházel s ilustracemi.
Vůdčí osobností Švandy dudáka byl Ignát Herrmann; po většinu existence vydávalo časopis pražské nakladatelství František Topič.
Nejvýznamnějším konkurentem Švandy dudáka byly Humoristické listy, které vydávalo v letech 1858–1941 nakladatelství Josef R. Vilímek. Dalším humoristickým periodikem, které vycházelo v době založení Švandy dudáka byl Paleček, který vydával Jan Otto v letech 1872–1887.

## OsobnostiŠvandy dudáka- autoři literárních příspěvků

### Ignát Herrmann
Ignát Herrmann (1854–1935) časopis založil a značná část literárních příspěvků Švandy dudáka v letech 1882–1914 pocházela z jeho pera.
V poslední etapě časopisu Švanda dudák – po první světové válce (1924–1930) byl již podíl Ignáta Herrmanna na obsahu časopisu menší. Řada z jeho příspěvků vyšla po časopiseckém vydání knižně.

### Ostatní autoři textů
Neúplný seznam literárních spolupracovníků, především vrstevníků a přátel Ignáta Herrmanna:
- Karel Šípek (1857–1923), vlastním jménem Karel Peška, povoláním učitel; příspěvky podpisoval pseudonymy Karel Šípek, Terpentinus a Tandriáš. Byl osobním přítelem Ignáta Hermanna a dlouhodobým autorem příspěvků do Švandy dudáka, od prvního čísla. Dále v abecedním pořadí:
- Jakub Arbes (1840–1914)
- František Herites (1851–1929)
- Bohdan Kaminský (1859–1929)
- Antonín Klášterský (1868–1938, pseudonym Šebastian)
- Jaroslav Kvapil (1868–1950, pseudonym Olaf)
- Karel Leger (1859–1934)
- Augustin Eugen Mužík (1859–1925)
- Jan Neruda (1834–1891)
- Josef Václav Sládek (1845–1912)
- Václav Štech (1859–1947)

a mnoho dalších.

## OsobnostiŠvandy dudáka- ilustrátoři

### Josef Mánes
Ilustrace Josefa Mánesa(1880–1871) ve Švandovi dudákovi byly jednorázové – výjimečné povahy. Navíc autor již v době jejich vydání nežil. Do té doby neilustrovaný časopis uvedl v roce 1883 v číslech 7–10 s Mánesovými ilustracemi "Historii o doktoru Faustovi, slavném černokněžníkovi" od Ignáta Herrmanna.

### Mikoláš Aleš

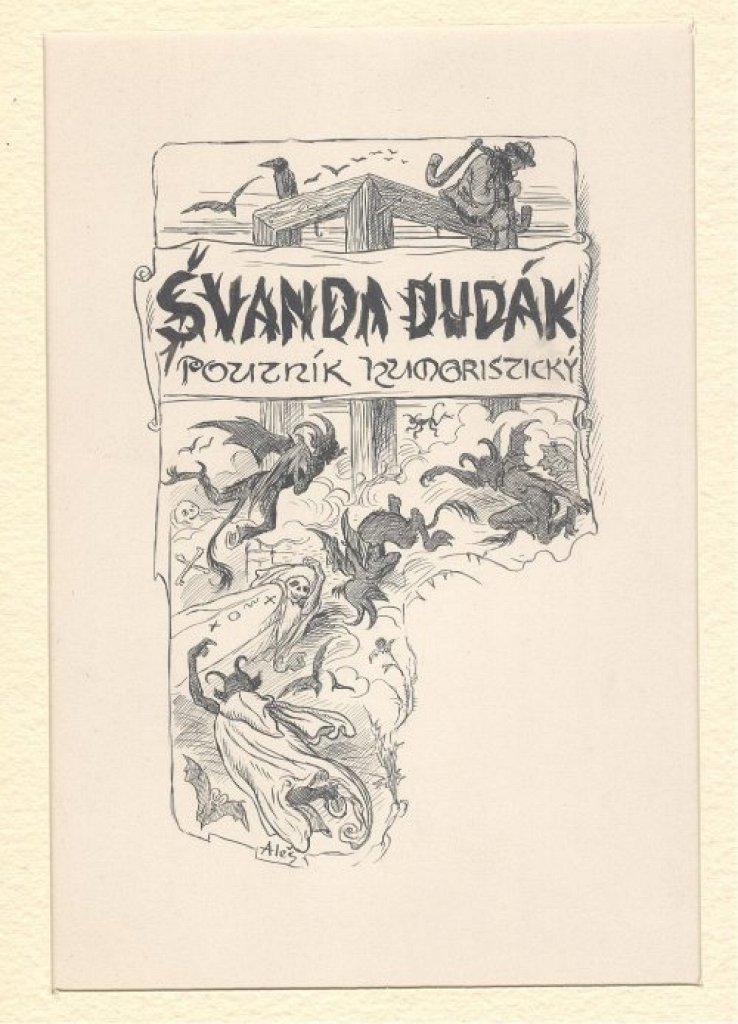
Titulní stránka nakreslená Mikolášem Alšem

Od roku 1866, kdy se Švanda dudák stal ilustrovaným časopisem, patřil Mikoláš Aleš (1852–1913) svými ilustracemi k předním přispěvatelům. Byl nejen autorem titulní kresby dudáka z roku 1888, ale i řady drobných kreseb uvnitř listu.

### Luděk Marold
Luděk Marold (1865–1898) spolupracoval se Švandou dudákem pouze ve dvou ročnících – 1887–1888. Od roku 1889 do roku 1899 vycházel Švanda dudák bez ilustrací a Luděk Marold se obnovení ilustrovaného časopisu nedožil.

### Ostatní ilustrátoři
Do Švandy dudáka přispívali (mezi jinými):
- Hugo Boettinger (1880–1934, pod pseudonymem Dr. Desiderius),
- Viktor Oliva (1861–1928)
- Artuš (Artur) Scheiner (1863–1938, od roku 1906 redaktor ilustrací Švandy dudáka)
- Karel Štapfer (1863–1930)
- Josef Lada (1887–1957)

V poválečné etapě (1924–1930) přibyli mladší ilustrátoři, např.:
- Cyril Bouda (1901–1984)
- Václav Rabas (1885–1954)
- Vlastimil Rada (1895–1962)

## Zánik Švandy dudáka
Příčiny zániku časopisu Švanda dudák, který dostatečně nereagoval na změněnou poválečnou dobu, popsal Karel Poláček v Českém slovu (10. 12. 1930):
"Švanda dudák provozoval humor idylický, neboť doba byla pomalá, idylická. ..... Čas kvapil, bouřné časy se převalily, krajem zaburácela vichřice, ale Švanda dudák chodíval na pivo mezi sousedy, aby zaháněl chmury. Ježaté prtě nosilo dále holínky přes rameno, ačkoli se na Václavském náměstí etabloval Baťa. Švanda dudák tvrdošíjně ignoroval běh času, zůstával doma za spuštěnými záclonami, neboť byl spoután houserem jako pan Kondelík."

## Zajímavost
Nejznámější román Ignáta Hermanna Otec Kondelík a ženich Vejvara nevyšel poprvé na pokračování v jeho časopise Švanda dudák, ale v roce 1896 v Národních listech pod šifrou Ypsilon.